# 盛大文学
盛霆信息技术（上海）有限公司（英語：Cloudary Corporation，又名“盛大文學”）是一家位於中國上海的圖書電子版權經營及圖書出版發行公司，曾是盛大网络集团旗下子公司。根據報導，盛霆信息技术（上海）有限公司佔據中國網絡文學市場超過70％的份額。
2013年7月9日盛大文学已通过私募融资总计1.1亿美元，盛大文学此次融资的投资方包括高盛的关系企业和新加坡投资机构淡马锡，所占总股份低于20％。
2015年1月4日，盛大文学的注册公司“上海宏文网络科技有限公司”的法人变更为腾讯控股有限公司下属子公司的员工。1月26日，腾讯文学与盛大文学各自在内部宣布，联合对方成立“閱文集團”，对原本属于双方旗下的各个文学品牌进行统一管理。

## 公司產品

### 文學網站
- 起點中文網
- 紅袖添香網
- 小說閱讀網
- 榕樹下
- 言情小說吧
- 瀟湘書院
- 天方聽書網
- 悅讀網
- 晉江文學城

### 圖書出版
- 天津华文天下图书有限公司
- 中智博文图书有限公司
- 天津聚石文华图书销售有限公司

### 數字圖書
- 雲中書城

### 影視製作
- 北京盛大新丽影视文化有限公司

## 外部連結
- 盛霆信息技术（上海）有限公司官方網站（简体中文）